# Lucilina mariae
Lucilina mariae är en blötdjursart som först beskrevs av Kaas, Van Belle och Dieter Strack 2006.  Lucilina mariae ingår i släktet Lucilina och familjen Chitonidae.
Artens utbredningsområde är Hongkong (Kina). Inga underarter finns listade i Catalogue of Life.